# Anamorfosi

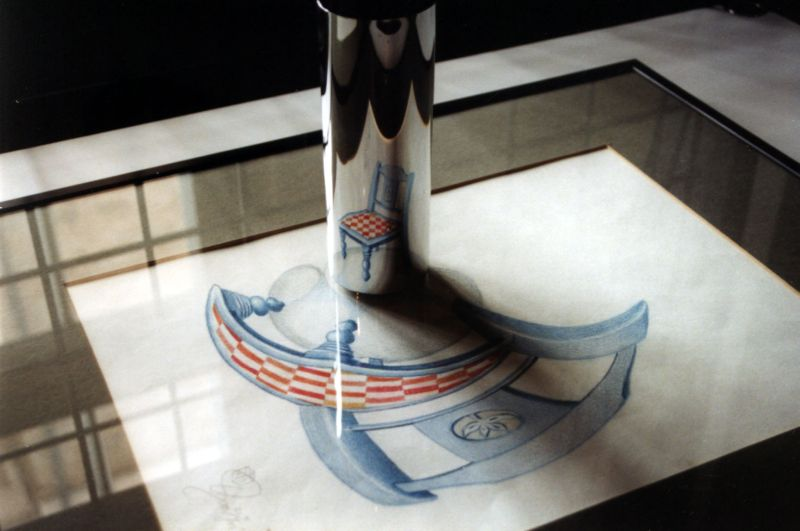
Anamorfosi en un mirall cilíndric del dibuix d'una cadira

Una anamorfosi o anamorfisme és una deformació reversible d'una imatge produïda mitjançant un procediment òptic (com per exemple, utilitzant un mirall vertical), o amb un procediment matemàtic. És un efecte de perspectiva utilitzat en art per a forçar l'observador a un determinat punt de vista establert o privilegiat, des del qual l'element adquireix una forma proporcionada i clara. L'anamorfosi va ser un mètode descrit en els estudis de Piero Lozano sobre perspectiva.
Aquesta tècnica ha estat utilitzada àmpliament en el teatre, amb exemples com el Teatrescope, en el qual mitjançant lents anamòrfiques es registren imatges comprimides que produeixen una pantalla ampla en ser descomprimides durant la projecció.

## Dibuix sense perspectiva
En aquesta representació del segle xii, que no té perspectiva òptica, el castell es troba empetitit pels guerrers, i els vaixells situats a la zona superior del quadre -que se suposa que es troben molt distants en l'horitzó- són tan grans com els situats en primer terme. En aquest cas, no hi ha anamorfosi en el pla cartesià, ni tan sols pel fet de ser perspectiva òptica.

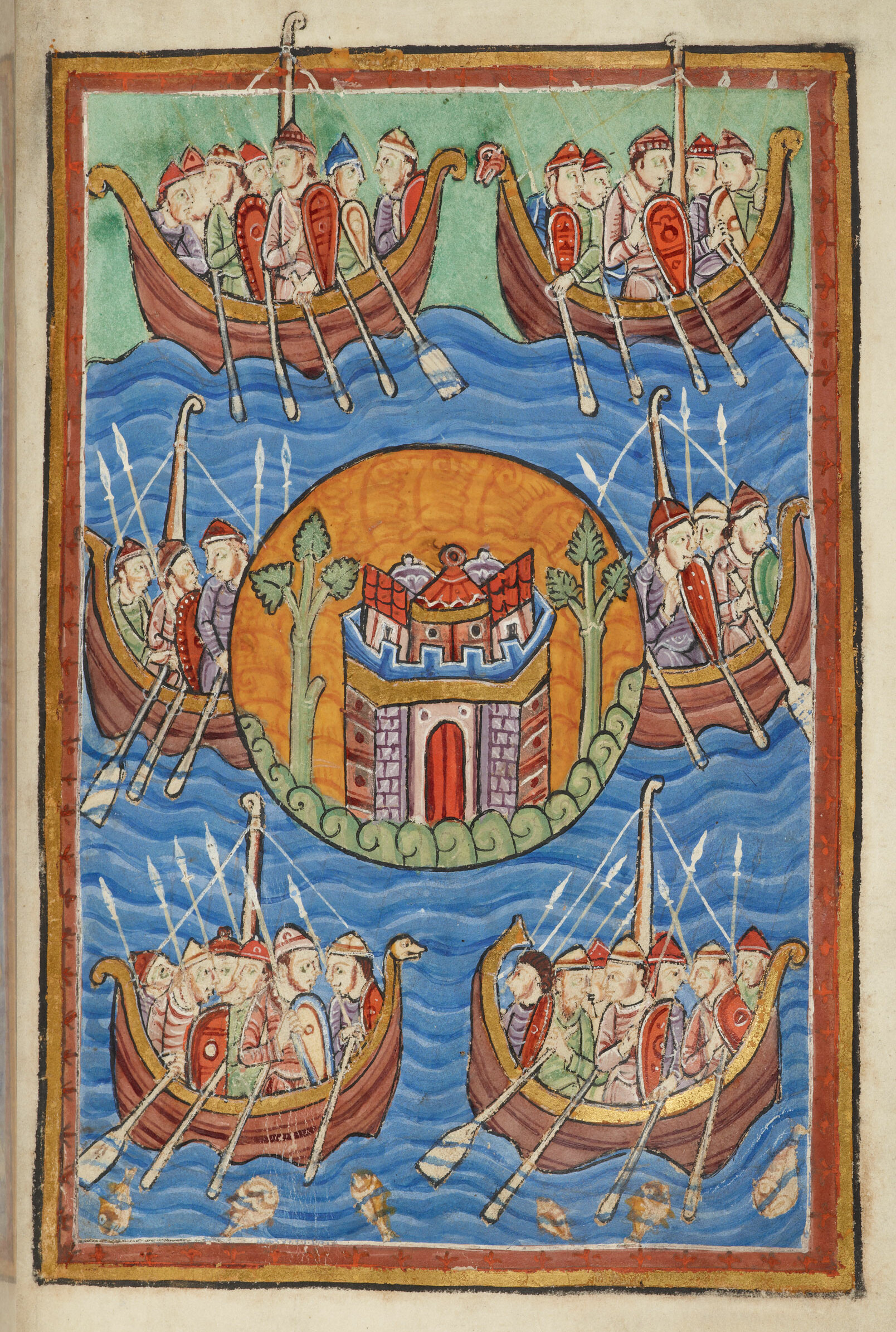
Escena sense perspectiva.
Il·luminació que representa els angles, els saxons i els juts creuant el mar cap a Anglaterra, del manuscrit romànic anglès "Miscel·lània sobre de la vida de Sant Edmund", del 1130.

Aquesta miniatura no té perspectiva en absolut i, per tant, no té punt de fuga, i com que no hi existeix anamorfosi, el pla cartesià no es deforma. I tant en la llunyania com en la proximitat els valors de "X" i "Y" mantenen la mateixa magnitud, ja que no hi ha perspectiva cònica.

## L'anamorfosi en la pintura

### Els ambaixadors
El quadre d'Els ambaixadors de Hans Holbein el Jove conté als peus de la taula l'anamorfosi d'una calavera, com a exemple de vanitat. Està pintada de manera que només la podem reconèixer amb una vista rasant.
Per corregir la deformació i poder observar la calavera sense la utilització d'un mitjà informàtic, ens podem valer del dors d'una cullera. De manera que el reflex sobre la superfície corba i reflectora de la cullera, corregeix l'efecte de la perspectiva en la pintura.
|  | Anamorfosi als Ambaixadors de Holbein |

### La representació, en la pintura, de l'espai corb de Bernhard Riemann

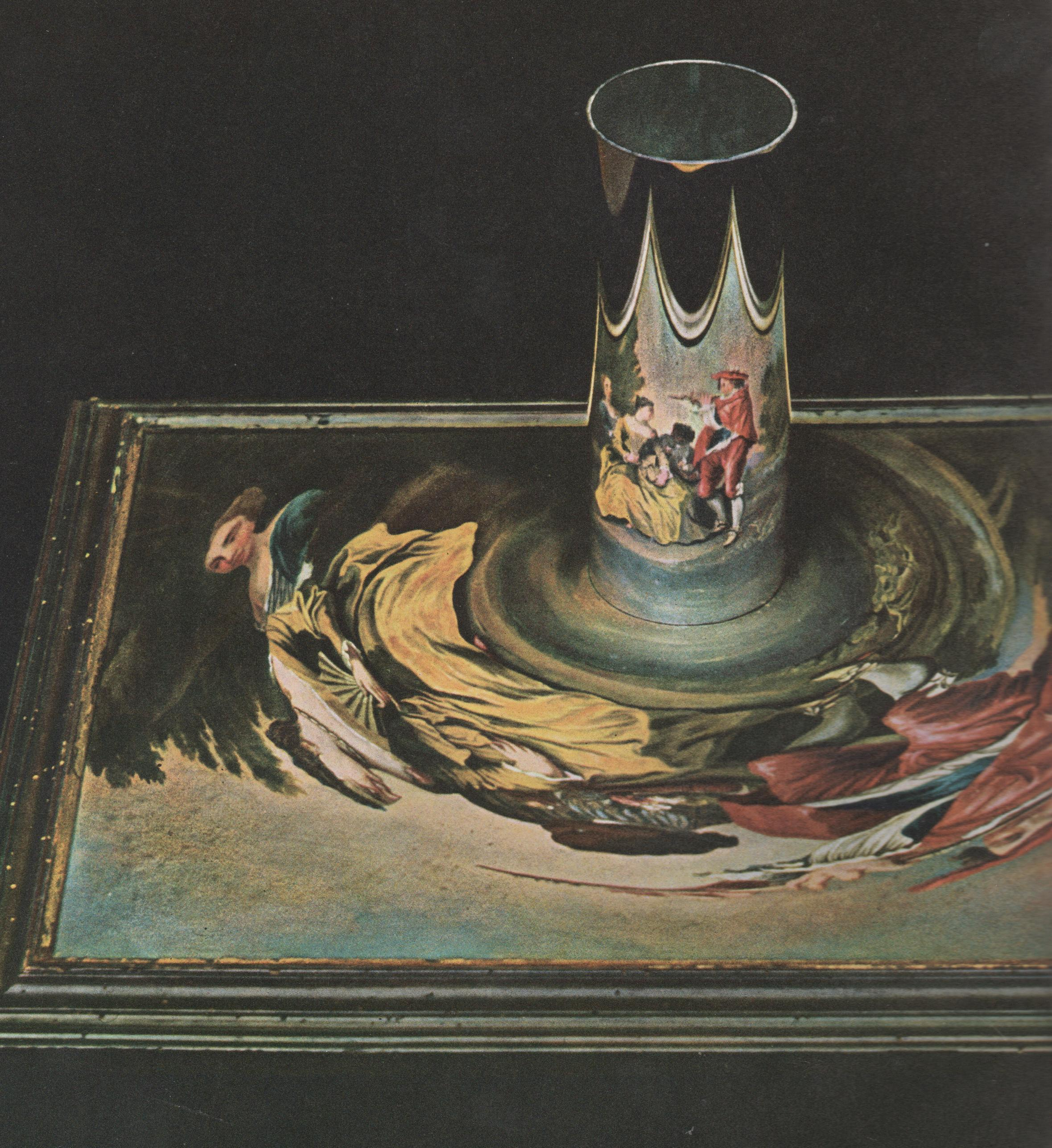
Del deforme a normal, i viceversa

El quadre de l'esquerra en si està completament distorsionat. Però, quan es mira per un mirall en forma de tub de quinqué, les imatges retornen a la seva forma normal. L'artista, en pintar, no mira directament la realitat sinó que ho fa mirant com es reflecteix en un mirall corb.
Bernhard Riemann es va ocupar dels espais corbs. En aquest espai, es mostren les trajectòries més curtes entre punts: són línies corbes, els triangles es modifiquen en moure'ls i la suma dels seus angles interiors, en lloc de ser de 180 graus, varia quan els triangles es traslladen.
A conseqüència d'això, la perspectiva ja no la podem representar estirant o contraient el pla cartesià o espai "pla clàssic", per explicar l'anamorfosi, com s'esdevé amb l'el·lipse i el cercle i el gos, sinó que hem de recórrer a les fórmules de Bernhard Riemann, i novament se soluciona el problema de passar d'una perspectiva plana a una de corba, on l'espai es retorça sobre si mateix, etc.
La figura de la dreta mostra la manera de passar d'una perspectiva corba i retorçada a una de normal, ja que no hem d'oblidar que les el·lipsis, hipèrboles, paràboles i circumferències provenen de la mateixa pedrera.
Samuel Marolois recull en el seu tractat de perspectiva de 1630 el mètode de Laurent publicat per Danti, i l'aplica al següent dibuix d'un gos.
Primer es veu el dibuix original quadriculat, i després el mateix dibuix allargat en sentit horitzontal en una proporció major de 3 a 1. Si mirem aquesta figura des del lateral dret amb l'ull molt a prop del dibuix, observarem que es produeix un escurçament de la figura en sentit horitzontal i, al mateix temps, veurem convergir cap a l'esquerra les línies horitzontals de la graella. Només veient-la des de l'infinit, s'obté una restitució semblant a la imatge original.
|  |  |

### Anamorfosi amb un procediment matemàtic

#### Anamorfosi d'un cercle en una el·lipse
La desfiguració de la circumferència (que amb el seu aixafament distorsiona el pla cartesià que s'hi associa) s'anomena anamorfosi, que correspon a una perspectiva molt especial. El terme anamorfosi es pren del grec, que significa 'transformar'.
En el cas del cercle, el pla cartesià està compost per diversos quadradets; en canvi, quan el cercle s'aixafa -transformant-se en una el·lipse- aquests quadrats es deformen i queden més contrets per l'eix Y, i dilatats simultàniament per l'eix X, segons es visualitza en la imatge:
|  |  |  |

Exemple
Utilitzant les propietats que té el «semieix major» i, alhora, la relació d'afinitat amb la circumferència principal, o l'excentricitat, o la contracció de Lorentz, constatarem que per l'exemple i els valors donats, podem determinar el factor associat a l'angle {\displaystyle \,{\cos \beta {_{1}}}={K_{1}}={0,25}} i, alhora, el factor de l'angle {\displaystyle \,{\cos \beta {_{2}}}={K_{2}}={1,75}}, tindrem:
Si el radi "Y" del cercle és de 80 m i aquest es va contraure a 20 m, ja que (1980-1960), i el radi "X" de 80 m es va dilatar en 140 m, ja que (80+60), llavors en l'el·lipse el seu «semieix major» serà de 100 m, i el seu «semieix menor» de 60 m, perquè els valors alteradors són 80 i 60, de manera que el {\displaystyle \,Semieix\,major={\sqrt {80^{2}+60^{2}}}=100}
El traç {\displaystyle \,{AF_{1}}} serà de 20 m, i el traç {\displaystyle \,{F_{1}{0}}}, serà de 80.
- Si dividim 20/80 = 0,25 igual al factor de contracció de l'eix de les Y, on 80 x 0, 25 = 20 = (80-60)

- Si dividim 140/80 = 1,75 igual al factor de dilatació de l'eix de les X, on 80 x 1,75 = 140 = (80+60)

Com que {\displaystyle \,{80+60}\,{=}{140}}
- Els valors involucrats en aquest exemple són:

 {\displaystyle \,{c}\,={80m/s}} 
 {\displaystyle \,{v}\,={60m/s}} 
 {\displaystyle \,{\cos \beta {_{1}}}={-1}} 
 {\displaystyle \,{\cos \beta {_{2}}}={+1}} 

#### Anamorfosi d'una esfera en un pla
Un altre exemple matemàtic d'anamorfosi el trobem en la projecció estereogràfica, que consisteix a aixafar una esfera fins a convertir-la en un pla, on la idea és projectar cada punt de l'esfera sobre un pla.
 {\displaystyle \,S^{2}\,\,=\,\,[\,x^{2}\,\,+\,\,y^{2}\,\,+\,\,z^{2}\,\,]\,=\,\,1} 

## Alguns exemples d'artistes urbans
Julian Beever és un artista britànic especialitzat en anamorfosi, que plasma en les seves obres, generalment murals de guix a les voreres dels carrers de diferents ciutats.
Eduardo R. Relero és un artista argentí de Rosario que resideix a Espanya, on realitza al terra de diferents ciutats dibuixos anamòrfics amb temes satírics o de crítica social.

## L'Anamorfosi en el cinema

### El procés anamòrfic del cinema analògic
El format anamòrfic va sorgir al món del cinema als anys 50, la companyia estatunidenca 20th Century Fox va introduir la reproducció Cinemascope amb el film "La Túnica Sagrada" (The Robe, 1953). Les lents anamòrfiques inicials van ser ideades per l'inventor Henri Chrétien, el qual teoritzava sobre la possibilitat d'ampliar el format dels 35 mm a un format panoràmic. No va ser fins que Bausch & Lomb va construir aquesta òptica, que la productora 20th Century Fox no la va poder utilitzar.
El procés de l'anamorfisme en el cinema, consistia bàsicament a comprimir verticalment la imatge durant el rodatge per tal que la imatge després es pogués descomprimir a través d'una lent inversa a un format panoràmic a l'hora de la projecció. Aquest procés va ser vital per al cinema dels anys 50, ja que va suposar el canvi al cinema panoràmic amb un film de 35 mm. Es tractava d'un recurs essencial que permetia rodar en format panoràmic sense haver d'utilitzar més superfície fotosensible i, conseqüentment, més diners. Tradicionalment, les lents anamòrfiques també s'han utilitzat per tal d'obtenir imatges amb més detall i menys granulades. Tot i això, les òptiques anamòrfiques comporten factors desfavorables. Aquestes òptiques suposaven una sèrie de distorsions a la imatge per tal d'obtenir el format panoràmic final, cosa que feia que rendiment òptic d'aquestes fos inferior al que normalment quedava imprès en un cel·luloide de 35 mm sense anamorfitzar i sobretot, presentava una distorsió no desitjada al mig del quadre (el que estava al mig quedava més ample de l'original, cosa que es notava sobretot als plans curts). Adicionalment, les cantonades de la imatge es deformaven fins al punt que perdien nitidesa. Aquest problema es va solucionar posant una òptica diòptrica muntada davant la lent anamòrfica, però aquesta correcció, alhora creava problemes amb la distància focal, un problema que requeria una major intensitat lumínica al set a part d'altres inconvenients. Per resoldre aquest altre problema Panavision va crear les noves òptiques “Panatar”, les quals estaven formades a partir de dos prismes disposats en angles concrets per reduir la distorsió a les òptiques anamòrfiques de 70 mm. A part de resoldre el problema de la distorsió, les òptiques Panatar suposaven una càmera més manejable, que enfocava millor i que necessitava menys llum.

### El procés anamòrfic al cinema digital
Les òptiques anamòrfiques digitals ofereixen un rendiment òptic inferior a les seves equivalents esfèriques, ja que en quasi tots els sensors HD, utilitzen menys píxels repercutint directament en els paràmetres relatius a la qualitat de la imatge. Tot i això, avui dia se segueix rodant amb lents anamòrfiques per diverses raons com per exemple, mantenir un estil clàssic, la captació voluntària de distorsions, línies blaus horitzontals, fons estirats, etc.

## L'anamorfosi en les arts contemporànies
Encara que no està tan estesa en l'art contemporani, l'anamorfosi com a tècnica ha estat utilitzada pels artistes contemporanis en pintura, fotografia, gravat, escultura, cinema i vídeo, art i jocs digitals, holografia, art urbà i instal·lació. Les dues últimes formes d'art es practiquen en gran part en zones públiques com ara parcs, centres de ciutats i estacions de trànsit.
L'any 1975 es va fer una gran exposició centrada exclusivament en la imatgeria anamòrfica: Anamorphoses: Games of Perception and Illusion in Art. L'artista Jan Beutener va crear The Room, una nova instal·lació important específicament per a l'exposició.

### Escultura i instal·lació

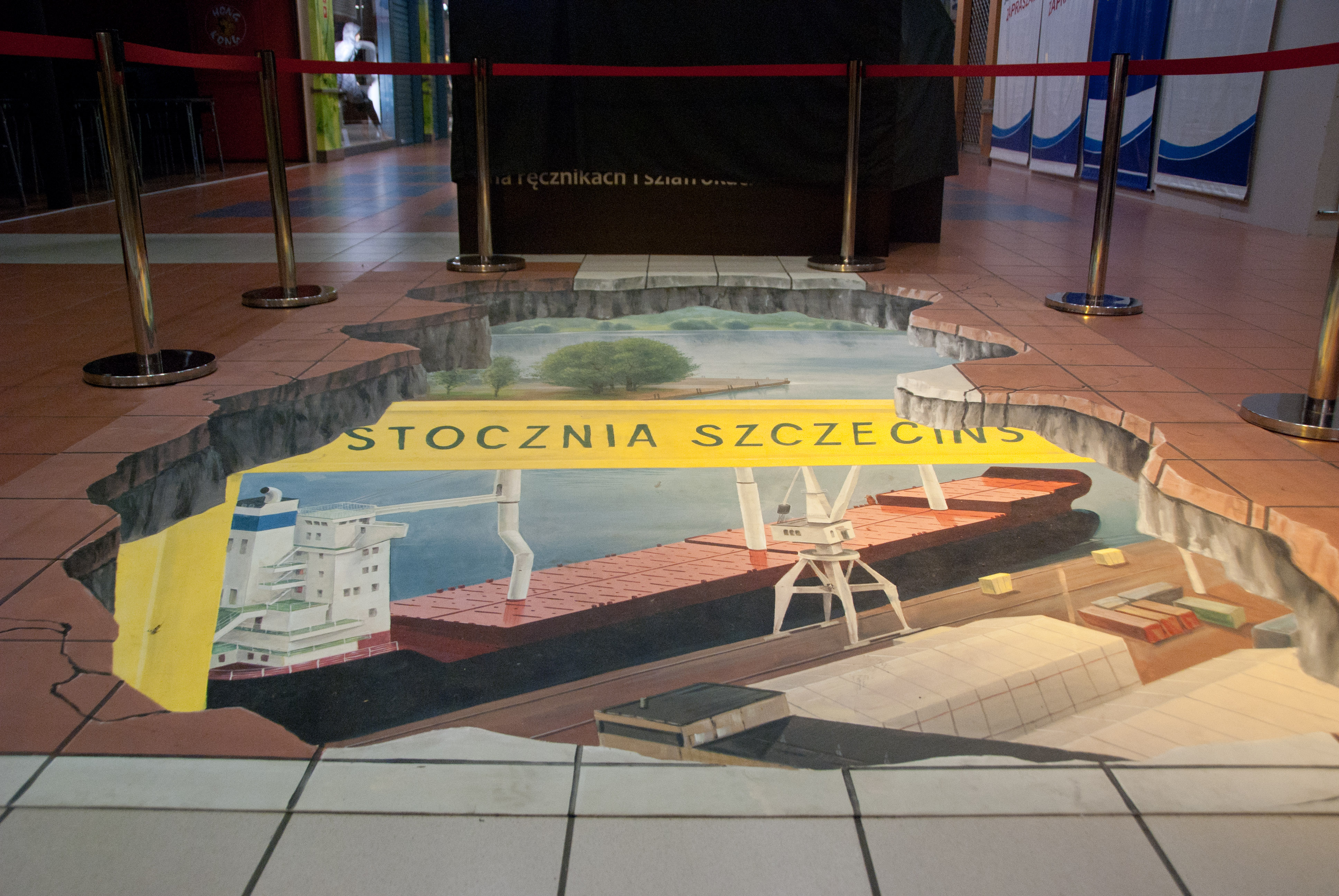
Art de carrer anamòrfic de Manfred Stader

Des de mitjans del segle xx, molts artistes han fet ús de l'anamorfosi en obres d'art públiques. El Complex One (1972-1974) del pioner nord-americà de l'art terrestre Michael Heizer, una estructura massiva de terra i formigó al desert de Nevada, crea un marc rectangular per a una mastaba quan es veu des d'un lloc específicInspirat en Luxor i altres llocs monumentals antics, forma part de l'obra més gran City, una escultura enorme d'una milla i mitja de llargada. L'obra completa no s'acabarà fins al 2020.
Shigeo Fukuda, un artista i dissenyador japonès reconegut mundialment pels seus cartells satírics sobre la lluita contra la guerra i la defensa del medi ambient, va crear cartells i escultures fent ús d'ambdós tipus d'anamorfosi als anys 70 i 80. També va escriure diversos llibres sobre el tema de les il·lusions òptiques.
L'obra de Felice Varini de 2014 Three ellipses for Three Locks in Hasselt, Bèlgica és una imatge de tres bucles que es componen de segments pintats en més de 100 edificis. Només és visible des d'un punt de vista específic sobre la ciutat.
Kopf de Markus Raetz és una instal·lació pública a gran escala que revela la forma del cap d'una persona de perfil quan es veu des d'un punt de vista específic. Es va instal·lar en un parc públic a Basilea, Suïssa.
Tot i que les imatges anamòrfiques no eren la seva àrea exclusiva d'enfocament, l'artista nord-americà Jonathan Borofsky va crear instal·lacions als anys 80 utilitzant tècniques anamòrfiques, exposant a institucions com el Museu d'Art Modern.
Jonty Hurwitz va ser pioner en l'ús d'una tècnica matemàtica per crear escultures catòtriques que es resolen en un cilindre. El 2013 va produir una obra pública per a l'habitació del riu de l'hotel Savoy.

### Dibuix i pintura
L'artista suec Hans Hamngren va produir i exposar molts exemples d'anamorfosi mirall als anys seixanta i setanta.
Les pintures de Sara Willet se centren en imatges anamòrfiques.
L'artista belga Isabelle de Borchgrave també utilitza àmpliament l'anamorfosi en les seves pintures, per la qual cosa els seus dibuixos o pintures originals s'estenen i tornen a una dimensió "normal" una vegada que el dibuix o la pintura es plega fins a la seva forma final.

### Fotografia
A partir de 1967, l'artista holandès Jan Dibbets va basar tota una sèrie de treballs fotogràfics titulats Perspective Corrections en la distorsió de la realitat mitjançant l'anamorfosi de la perspectiva. Això va implicar la incorporació del land art a la seva obra, on les àrees excavades a la Terra formaven quadrats des de perspectives específiques.

### Street art
Els efectes anamòrfics són populars en l'art de carrer, de vegades anomenats "Art inclinat" quan s'aconsegueixen a les voreres. Alguns exemples són els dibuixos amb guix de la vorera de Kurt Wenner i Julian Beever, on la imatge amb guix, el paviment i l'entorn arquitectònic formen part d'una il·lusió. L'art d'aquest estil es pot produir fent una fotografia d'un objecte o posant-lo en un angle oblic agut i després posant una quadrícula sobre la fotografia. Una altra quadrícula allargada es col·loca a la vorera en funció d'una perspectiva concreta, i els elements visuals d'un es transcriuen a l'altre, un quadrat de quadrícula a la vegada.
El 2016, l'artista de carrer JR va completar una il·lusió anamòrfica temporal massiva sobre la piràmide del Louvre, fent desaparèixer l'estructura moderna i l'edifici original semblava com si encara fos al segle xvii.